# Esh
Esh – wieś i civil parish w Anglii, w hrabstwie Durham. Leży 9 km na zachód od miasta Durham i 381 km na północ od Londynu. W 2011 roku civil parish liczyła 4984 mieszkańców.